# Saint-Sauvy
Saint-Sauvy (Sent Sauvi en gascon) (et "Montagne sur l'Arrats" son ancien nom) est une commune française située dans l'est du département du Gers en région Occitanie. Sur le plan historique et culturel, la commune est dans le Pays d'Auch, un territoire céréalier et viticole qui s'est également constitué en pays au sens aménagement du territoire en 2003.
Exposée à un climat océanique altéré, elle est drainée par l'Arrats, un bras de l'Arrats, le ruisseau de Lucvielle, le ruisseau d'en Siguès, le ruisseau du Courneron et par divers autres petits cours d'eau. La commune possède un patrimoine naturel remarquable composé d'une zone naturelle d'intérêt écologique, faunistique et floristique.
Saint-Sauvy est une commune rurale qui compte 353 habitants en 2022, après avoir connu un pic de population de 820 habitants en 1846.  Ses habitants sont appelés les Saint-Sauviens ou  Saint-Sauviennes.

## Géographie

### Localisation
Saint-Sauvy est une commune de Gascogne située sur l'Arrats.

### Communes limitrophes
Les communes limitrophes sont  Ansan, Augnax, Blanquefort, Crastes, Mauvezin, Saint-Antonin et Sainte-Marie.
| Augnax  | Saint-Antonin |              |
| Crastes | Saint-Sauvy   | Mauvezin     |
| Ansan   | Blanquefort   | Sainte-Marie |

### Géologie et relief
Saint-Sauvy se situe en zone de sismicité 1 (sismicité très faible).

### Hydrographie

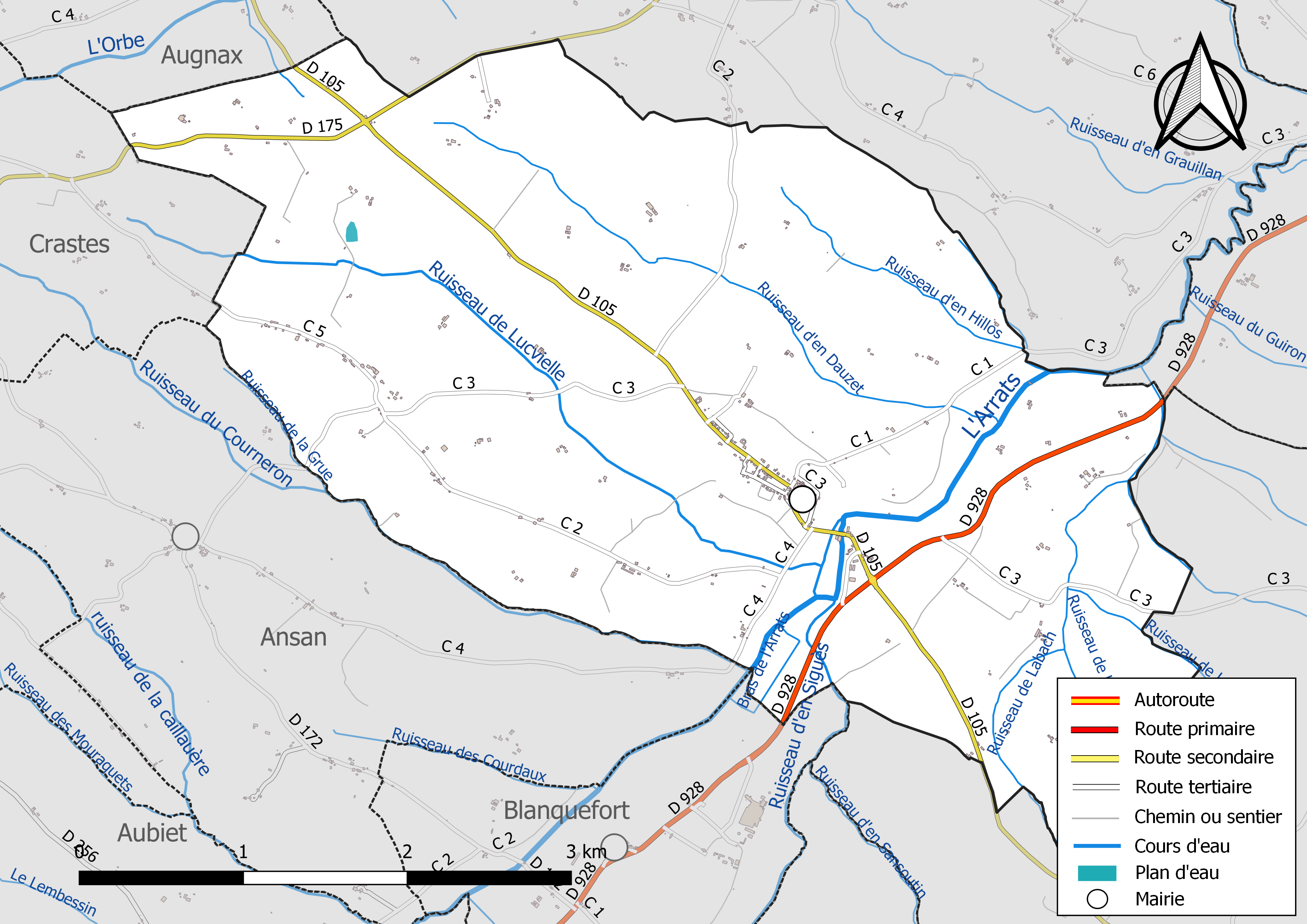
Réseaux hydrographique et routier de Saint-Sauvy.

La commune est dans le bassin de la Garonne, au sein du bassin hydrographique Adour-Garonne. Elle est drainée par l'Arrats, un bras de l'Arrats, le ruisseau de Lucvielle, le ruisseau d'en Siguès, le ruisseau du Courneron, un bras de l'Arrats, le ruisseau de Labach, le ruisseau de la Grue, le ruisseau de Larié, le ruisseau de la Toupate, le ruisseau de Matichard, le ruisseau d'en Dauzet, le ruisseau d'en Hillos et par deux petits cours d'eau, qui constituent un réseau hydrographique de 23 km de longueur totale,.
L'Arrats, d'une longueur totale de 162,1 km, prend sa source dans la commune de Lannemezan et s'écoule vers le nord. Il traverse la commune et se jette dans la Garonne à Saint-Loup, après avoir traversé 66 communes.

### Climat
Pour des articles plus généraux, voir Climat de l'Occitanie et Climat du Gers.
En 2010, le climat de la commune est de type climat du Bassin du Sud-Ouest, selon une étude s'appuyant sur une série de données couvrant la période 1971-2000. En 2020, Météo-France publie une typologie des climats de la France métropolitaine dans laquelle la commune est exposée à un climat océanique altéré et est dans la région climatique Aquitaine, Gascogne, caractérisée par une pluviométrie abondante au printemps, modérée en automne, un faible ensoleillement au printemps, un été chaud (19,5 °C), des vents faibles, des brouillards fréquents en automne et en hiver et des orages fréquents en été (15 à 20 jours).
Pour la période 1971-2000, la température annuelle moyenne est de 12,9 °C, avec une amplitude thermique annuelle de 15,5 °C. Le cumul annuel moyen de précipitations est de 717 mm, avec 9,5 jours de précipitations en janvier et 5,8 jours en juillet. Pour la période 1991-2020, la température moyenne annuelle observée sur la station météorologique la plus proche, située sur la commune de Sainte-Anne à 13 km à vol d'oiseau, est de 13,6 °C et le cumul annuel moyen de précipitations est de 676,2 mm,. Pour l'avenir, les paramètres climatiques de la commune estimés pour 2050 selon différents scénarios d'émission de gaz à effet de serre sont consultables sur un site dédié publié par Météo-France en novembre 2022.

### Milieux naturels et biodiversité

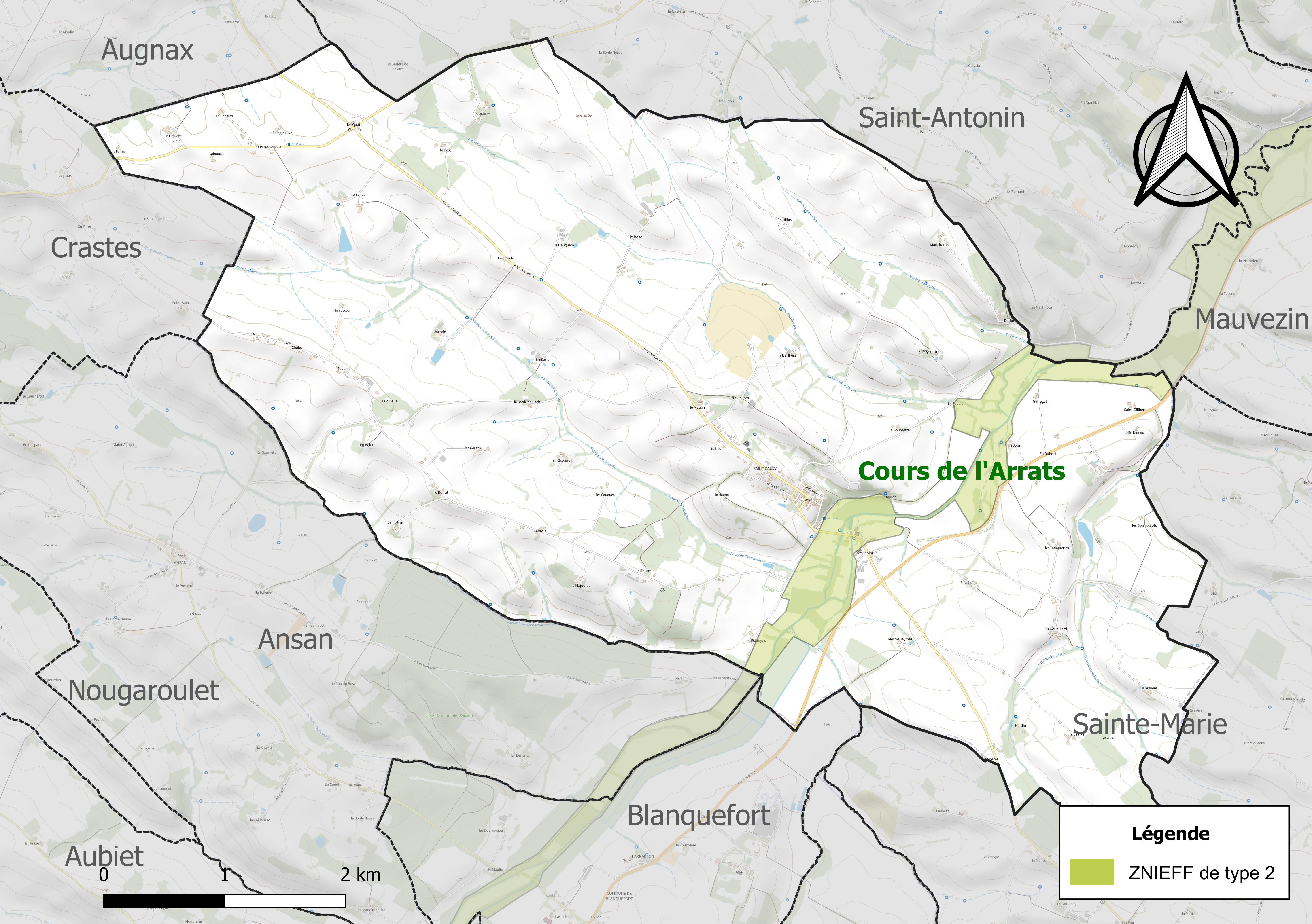
Carte de la ZNIEFF de type 2 localisée sur la commune.

L’inventaire des zones naturelles d'intérêt écologique, faunistique et floristique (ZNIEFF) a pour objectif de réaliser une couverture des zones les plus intéressantes sur le plan écologique, essentiellement dans la perspective d’améliorer la connaissance du patrimoine naturel national et de fournir aux différents décideurs un outil d’aide à la prise en compte de l’environnement dans l’aménagement du territoire.
Une ZNIEFF de type 2 est recensée sur la commune :
le « cours de l'Arrats » (815 ha), couvrant 30 communes dont 22 dans le Gers et huit dans le Tarn-et-Garonne.

## Urbanisme

### Typologie
Au 1er janvier 2024, Saint-Sauvy est catégorisée commune rurale à habitat dispersé, selon la nouvelle grille communale de densité à sept niveaux définie par l'Insee en 2022.
Elle est située hors unité urbaine et hors attraction des villes,.

### Occupation des sols
L'occupation des sols de la commune, telle qu'elle ressort de la base de données européenne d’occupation biophysique des sols Corine Land Cover (CLC), est marquée par l'importance des territoires agricoles (98,5 % en 2018), une proportion identique à celle de 1990 (98,5 %). La répartition détaillée en 2018 est la suivante : 
terres arables (77,5 %), zones agricoles hétérogènes (20,9 %), forêts (1,5 %), prairies (0,1 %). L'évolution de l’occupation des sols de la commune et de ses infrastructures peut être observée sur les différentes représentations cartographiques du territoire : la carte de Cassini (XVIIIe siècle), la carte d'état-major (1820-1866) et les cartes ou photos aériennes de l'IGN pour la période actuelle (1950 à aujourd'hui).

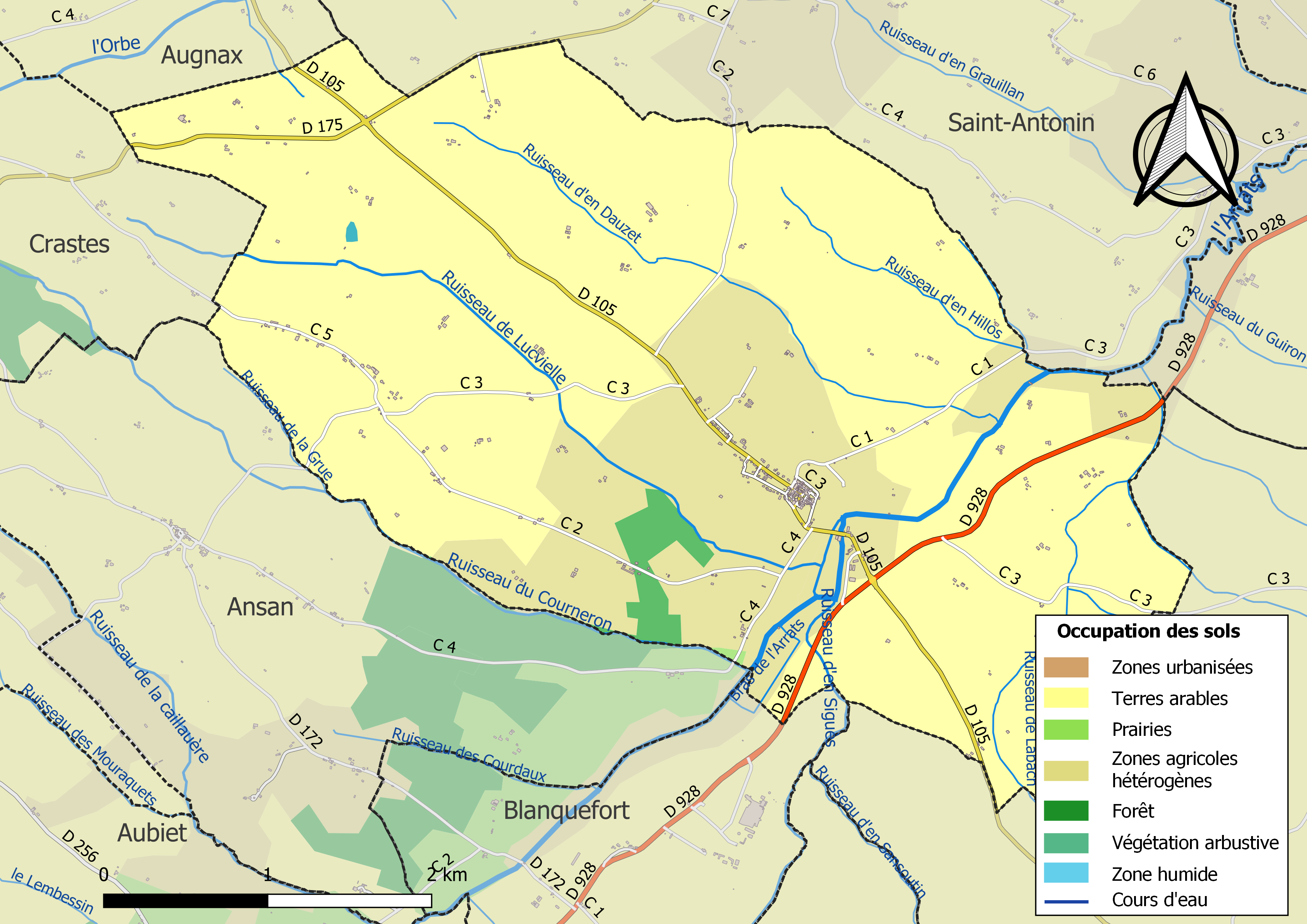
Carte des infrastructures et de l'occupation des sols de la commune en 2018 (CLC).

### Risques majeurs
Le territoire de la commune de Saint-Sauvy est vulnérable à différents aléas naturels : météorologiques (tempête, orage, neige, grand froid, canicule ou sécheresse) et séisme (sismicité très faible). Un site publié par le BRGM permet d'évaluer simplement et rapidement les risques d'un bien localisé soit par son adresse soit par le numéro de sa parcelle.

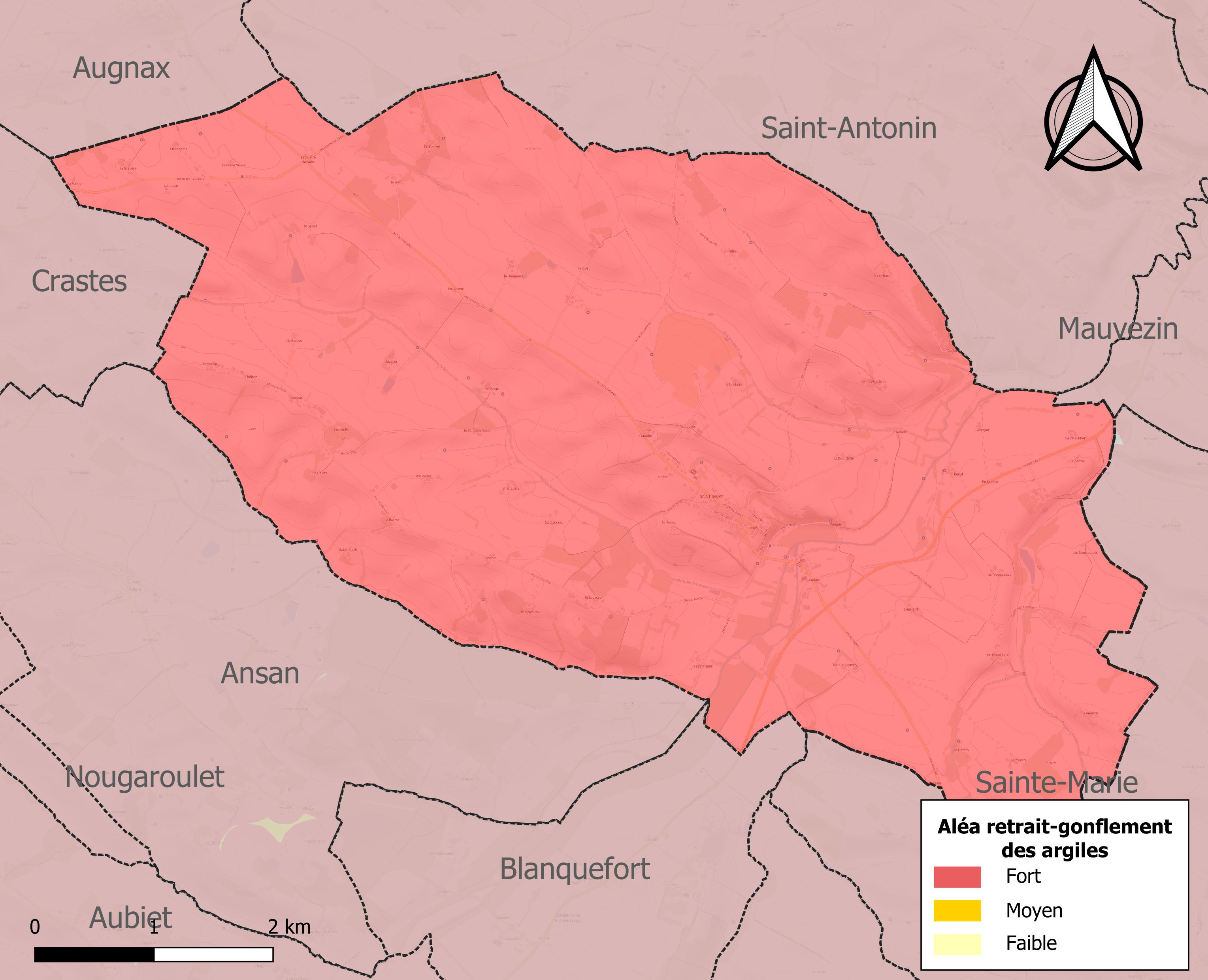
Carte des zones d'aléa retrait-gonflement des sols argileux de Saint-Sauvy.

Le retrait-gonflement des sols argileux est susceptible d'engendrer des dommages importants aux bâtiments en cas d’alternance de périodes de sécheresse et de pluie. La totalité de la commune est en aléa moyen ou fort (94,5 % au niveau départemental et 48,5 % au niveau national). Sur les 190 bâtiments dénombrés sur la commune en 2019, 190 sont en aléa moyen ou fort, soit 100 %, à comparer aux 93 % au niveau départemental et 54 % au niveau national. Une cartographie de l'exposition du territoire national au retrait gonflement des sols argileux est disponible sur le site du BRGM,.
Par ailleurs, afin de mieux appréhender le risque d’affaissement de terrain, l'inventaire national des cavités souterraines permet de localiser celles situées sur la commune.
La commune a été reconnue en état de catastrophe naturelle au titre des dommages causés par les inondations et coulées de boue survenues en 1999 et 2009. Concernant les mouvements de terrains, la commune a été reconnue en état de catastrophe naturelle au titre des dommages causés par la sécheresse en 1989, 1993, 1998, 1999, 2002, 2011 et 2016 et par des mouvements de terrain en 1999.

## Toponymie

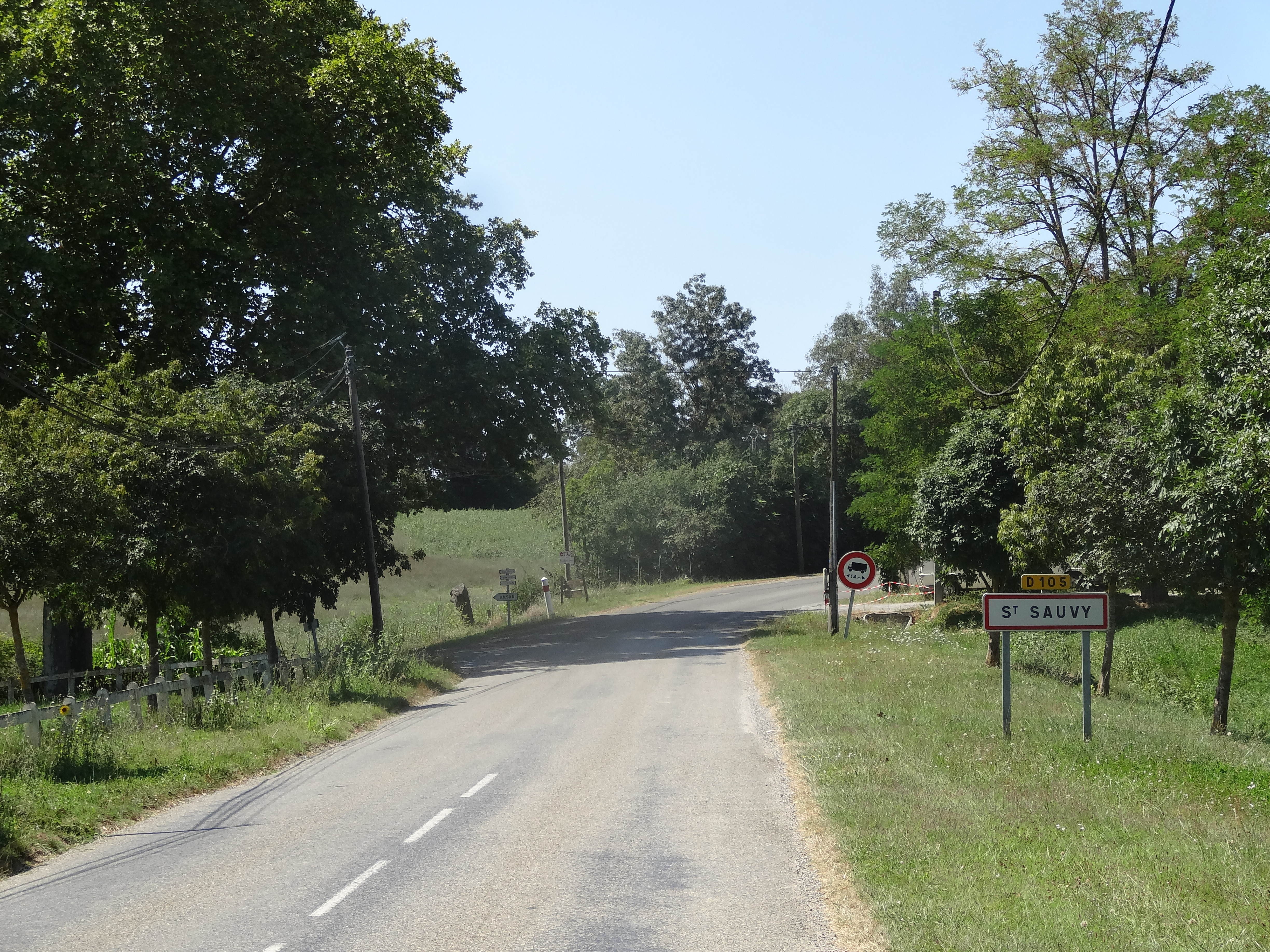
Entrée est du village.

## Histoire
(février 2011).
Si vous disposez d'ouvrages ou d'articles de référence ou si vous connaissez des sites web de qualité traitant du thème abordé ici, merci de compléter l'article en donnant les références utiles à sa vérifiabilité et en les liant à la section « Notes et références ».

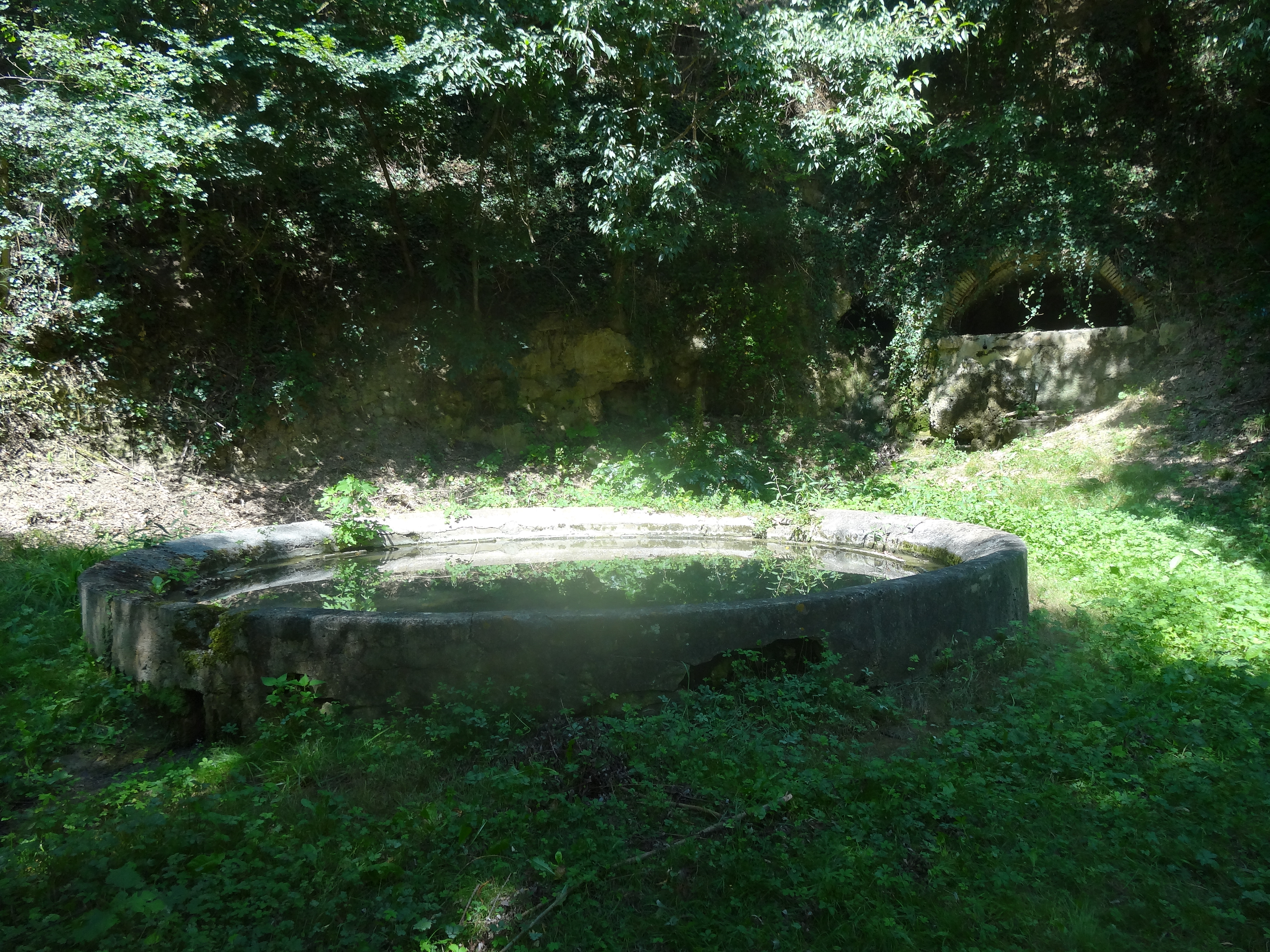
Établissement gallo-romain du Touron.

Le site de Saint-Sauvy a certainement été peuplé dès la Préhistoire. Lors des travaux de construction d'une ligne électrique, au lieu le Moulin, une pierre polie ayant pu servir à une herminette a été retrouvée sur les lieux. L'époque gallo-romaine a fourni des vestiges plus abondants. Catherine Petit, archéologue, a repéré une quinzaine de sites où elle a relevé des morceaux de tuiles et de poteries de cette époque. Des restes de mosaïques et d'enduits peints d'une villa ont aussi été retrouvés.
Saint-Sauvy est mentionné pour la première fois dans un document ecclésiastique en 960 et dépend de l'abbaye de Saint-Orens d'Auch aujourd'hui disparue ; elle avait installé une prévôté dans le village et nommé le curé. Politiquement et juridiquement, Saint-Sauvy dépendait du comte d'Armagnac.
Au XIIIe siècle, pour diverses raisons, et en particulier pour fixer la population, les princes décidèrent d'accorder de nouveaux droits aux habitants des villages, et en particulier le droit de s'administrer eux-mêmes par l'intermédiaire de représentants élus. Ainsi naquirent les bastides, nom d'origine provençale formé sur le verbe "bastir"=bâtir. En effet, on a bâti beaucoup lors de création des bastides. Les conditions de fondations de celle de Saint-Sauvy nous sont connues par deux documents importants :
- L'acte de paréage, document notarié, daté du 25 janvier 1275.
- Les coutumes, document notarié daté du 12 février 1275, ratifié le 12 septembre 1275 par le comte d'Armagnac et par un représentant de l'administration anglaise (à cette date, la Gascogne était sous la tutelle anglaise), l’abbesse et les représentants du monastère de Goujon, copropriétaire avec le comte d'Armagnac des terres de Saint-Sauvy, ratifièrent l'acte le 31 décembre 1278.

Au XIVe siècle saint Orens succéda aux dames de Goujon.

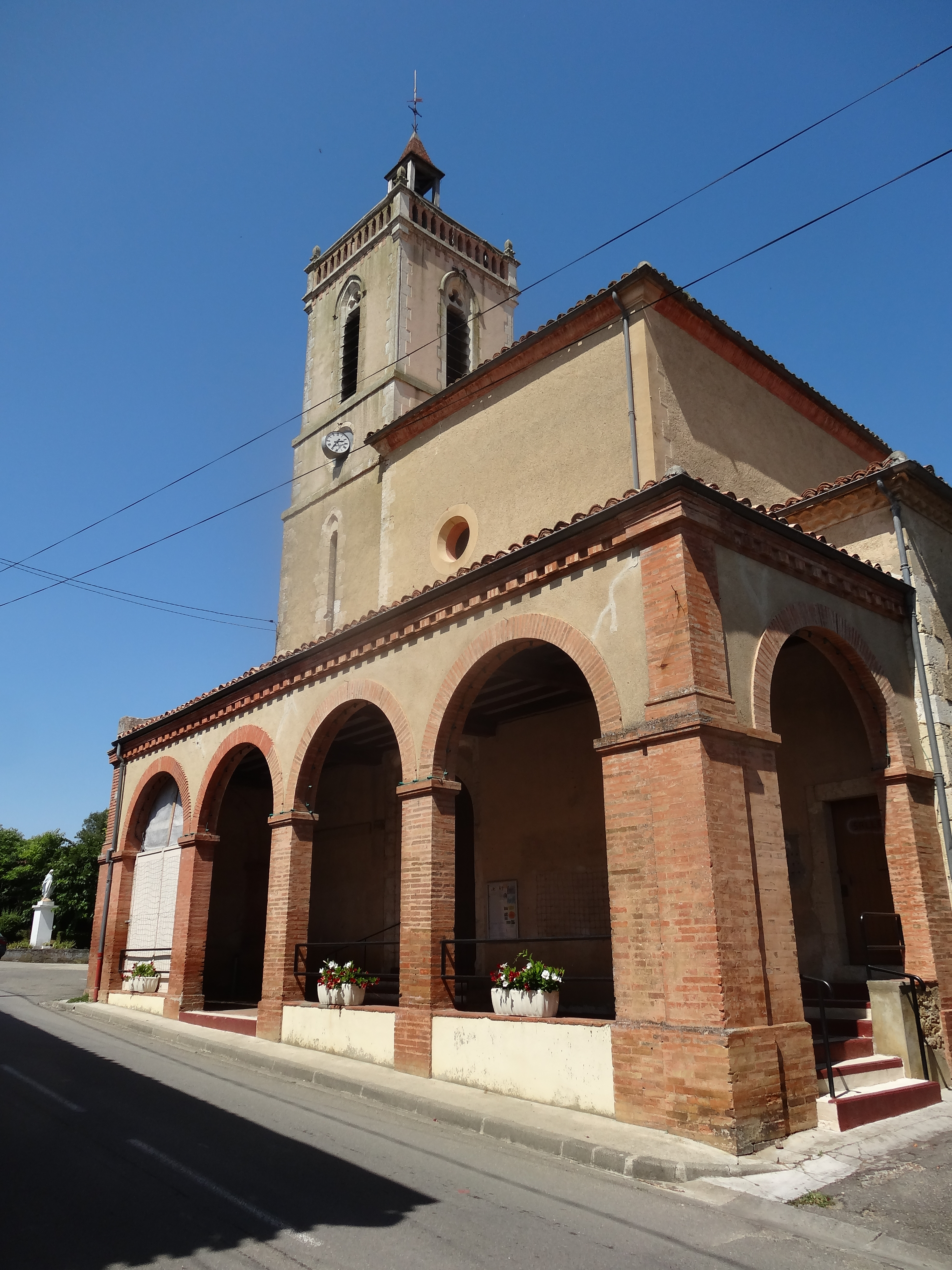
L'église Saint-Salvy de Saint-Sauvy.

Au XIIIe siècle, Saint-Sauvy, un nouveau village entouré de murailles a été construit, avec pour accès deux portes fortifiées, une place centrale, des rues à angles droits, une église, depuis lors plusieurs fois reconstruite ou restaurée.
Après l'exécution du comte d'Armagnac par l'armée de Louis XI, au XVe siècle, Saint-Sauvy devient domaine royal, dans l'Armagnac.
Pendant les guerres de Religion, une troupe protestante réussit à faire une brèche dans la muraille et à mettre le feu à l'église. Les morts et les armes sont enterrés à l'entrée du chemin de la Boubée sous un tertre encadré par deux gros chênes et surmonté d'une croix.
En 1789, Saint-Sauvy a rédigé un cahier de doléance. La période révolutionnaire semble s'être passée sans incident grave, sauf peut-être pendant la vente des biens nationaux. Lors de la période 1793-94, on a remplacé le nom de Saint-Sauvy par Montagne de l'Arrats, tout au moins sur les documents officiels ; la famille de Lherm dut émigrer. A Lucvielle, par contre, des incidents violents ont eu lieu entre les propriétaires du château et les nouveaux tenants du pouvoir issus de la Révolution.

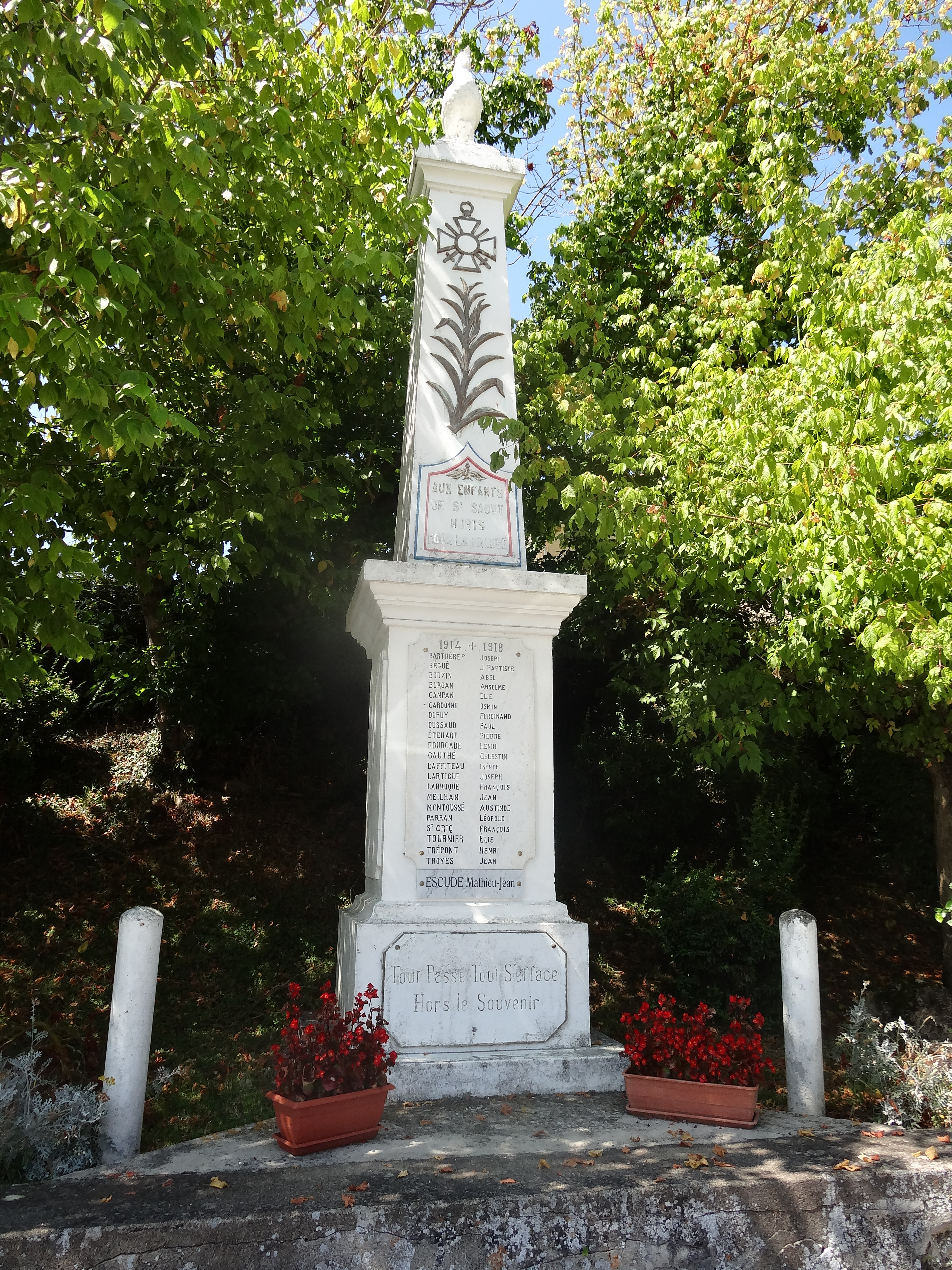
Le monument aux morts.

Saint-Sauvy a payé un lourd tribut aux combats de la guerre 1914-1918 : 21 de ses enfants sont tombés sur les champs de bataille.
Pendant la Seconde Guerre mondiale, Saint-Sauvy a accueilli des réfugiés alsaciens, lorrains, belges ; des Saint-Sauviens se sont engagés dans des réseaux de résistance[réf. nécessaire]. Une vingtaine de jeunes soldats ont été retenus prisonniers en Allemagne pendant quatre ans. La guerre d'Algérie a été aussi une période difficile pour ceux qui durent y participer...
Le 7 avril 1906, le clocher du village s'effondra aux environs de midi. Il fut reconstruit avec des moyens plus économiques. Après la reconstruction du clocher, celui-ci était moins haut que celui de Puycasqieur, ce qui attira une certaine jalousie du côté des villageois de Saint-Sauvy. La construction fut confiée à un architecte de Gimont et les travaux furent terminés en 1913.
Voila ce qui se disait aux environs de 1910 à Saint-Sauvy :
" Pycasqué, pétito bilo, gran clouqué ;
quant le clouqué ï plèn de pailho, laï gents soun de canalho ;
quant le clouqué ï plén de hén, laï gents que balen pas rén!"
Traduction: "Puycasquier, petite ville, grand clocher ;
quand le clocher est plein de paille, les gens sont des canailles ;
quand le clocher est plein de foin, les gens ne valent rien!"

## Politique et administration

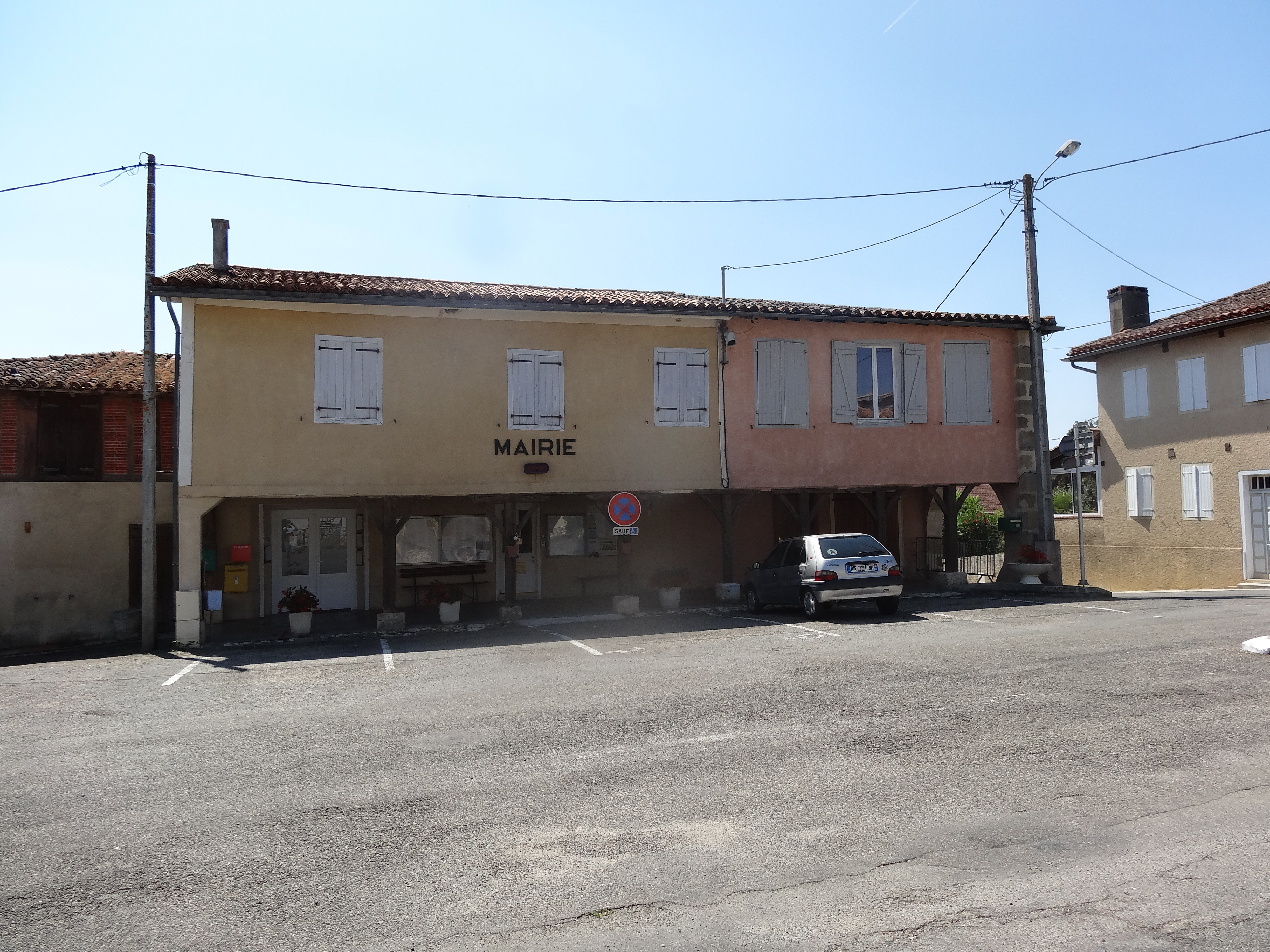
La mairie.

### Héraldique
| Saint-Sauvy | Son blasonnement est : Parti d'argent au lion de gueules et d'azur à deux feuilles de micocouliers d'or posées en barre; sur le tout, à une crosse épiscopale d'or brochant sur le trait de la partition. |

## Démographie
L'évolution du nombre d'habitants est connue à travers les recensements de la population effectués dans la commune depuis 1793. Pour les communes de moins de 10 000 habitants, une enquête de recensement portant sur toute la population est réalisée tous les cinq ans, les populations de référence des années intermédiaires étant quant à elles estimées par interpolation ou extrapolation. Pour la commune, le premier recensement exhaustif entrant dans le cadre du nouveau dispositif a été réalisé en 2004.

En 2022, la commune comptait 353 habitants, en évolution de +6,33 % par rapport à 2016 (Gers : +1,04 %, France hors Mayotte : +2,11 %).
| 1793 | 1800 | 1806 | 1821 | 1831 | 1841 | 1846 | 1851 | 1856 |
| ---- | ---- | ---- | ---- | ---- | ---- | ---- | ---- | ---- |
| 420  | 674  | 625  | 627  | 640  | 802  | 820  | 794  | 747  |

| 1861 | 1866 | 1872 | 1876 | 1881 | 1886 | 1891 | 1896 | 1901 |
| ---- | ---- | ---- | ---- | ---- | ---- | ---- | ---- | ---- |
| 706  | 679  | 667  | 675  | 687  | 657  | 606  | 577  | 567  |

| 1906 | 1911 | 1921 | 1926 | 1931 | 1936 | 1946 | 1954 | 1962 |
| ---- | ---- | ---- | ---- | ---- | ---- | ---- | ---- | ---- |
| 565  | 581  | 507  | 506  | 504  | 503  | 481  | 486  | 458  |

| 1968 | 1975 | 1982 | 1990 | 1999 | 2004 | 2006 | 2009 | 2014 |
| ---- | ---- | ---- | ---- | ---- | ---- | ---- | ---- | ---- |
| 390  | 336  | 306  | 319  | 331  | 316  | 314  | 363  | 339  |

| 2019 | 2022 | - | - | - | - | - | - | - |
| ---- | ---- | - | - | - | - | - | - | - |
| 355  | 353  | - | - | - | - | - | - | - |

## Économie

### Revenus
En 2018  (données Insee publiées en septembre 2021), la commune compte 155 ménages fiscaux, regroupant 348 personnes. La médiane du revenu disponible par unité de consommation est de 21 780 € (20 820 € dans le département).

### Emploi
|                | 2008  | 2013  | 2018  |
| -------------- | ----- | ----- | ----- |
| Commune        | 6,1 % | 2,5 % | 4,2 % |
| Département    | 6,1 % | 7,5 % | 8,2 % |
| France entière | 8,3 % | 10 %  | 10 %  |

En 2018, la population âgée de 15 à 64 ans s'élève à 207 personnes, parmi lesquelles on compte 77,8 % d'actifs (73,6 % ayant un emploi et 4,2 % de chômeurs) et 22,2 % d'inactifs,. En  2018, le taux de chômage communal (au sens du recensement) des 15-64 ans est inférieur à celui de la France et département, alors qu'en 2008 il était supérieur à celui du département et inférieur à celui de la France.
La commune est hors attraction des villes,. Elle compte 38 emplois en 2018, contre 54 en 2013 et 48 en 2008. Le nombre d'actifs ayant un emploi résidant dans la commune est de 156, soit un indicateur de concentration d'emploi de 24 % et un taux d'activité parmi les 15 ans ou plus de 57,1 %.
Sur ces 156 actifs de 15 ans ou plus ayant un emploi, 25 travaillent dans la commune, soit 16 % des habitants. Pour se rendre au travail, 87,5 % des habitants utilisent un véhicule personnel ou de fonction à quatre roues, 2,5 % les transports en commun, 3,2 % s'y rendent en deux-roues, à vélo ou à pied et 6,9 % n'ont pas besoin de transport (travail au domicile).

### Activités hors agriculture
21 établissements sont implantés  à Saint-Sauvy au 31 décembre 2019.
Le secteur du commerce de gros et de détail, des transports, de l'hébergement et de la restauration est prépondérant sur la commune puisqu'il représente 23,8 % du nombre total d'établissements de la commune (5 sur les 21 entreprises implantées  à Saint-Sauvy), contre 27,7 % au niveau départemental.

### Agriculture
La commune est dans les « Coteaux du Gers », une petite région agricole occupant l'est du département du Gers. En 2020, l'orientation technico-économique de l'agriculture  sur la commune est la culture de céréales et/ou d'oléoprotéagineuses.
|               | 1988  | 2000  | 2010  | 2020  |
| ------------- | ----- | ----- | ----- | ----- |
| Exploitations | 42    | 35    | 21    | 18    |
| SAU (ha)      | 1 516 | 1 787 | 1 714 | 1 649 |

Le nombre d'exploitations agricoles en activité et ayant leur siège dans la commune est passé de 42 lors du recensement agricole de 1988  à 35 en 2000 puis à 21 en 2010 et enfin à 18 en 2020, soit une baisse de 57 % en 32 ans. Le même mouvement est observé à l'échelle du département qui a perdu pendant cette période 51 % de ses exploitations,. La surface agricole utilisée sur la commune a quant à elle augmenté, passant de 1 516 ha en 1988 à 1 649 ha en 2020. Parallèlement la surface agricole utilisée moyenne par exploitation a augmenté, passant de 36 à 92 ha.

## Culture locale et patrimoine

### Lieux et monuments

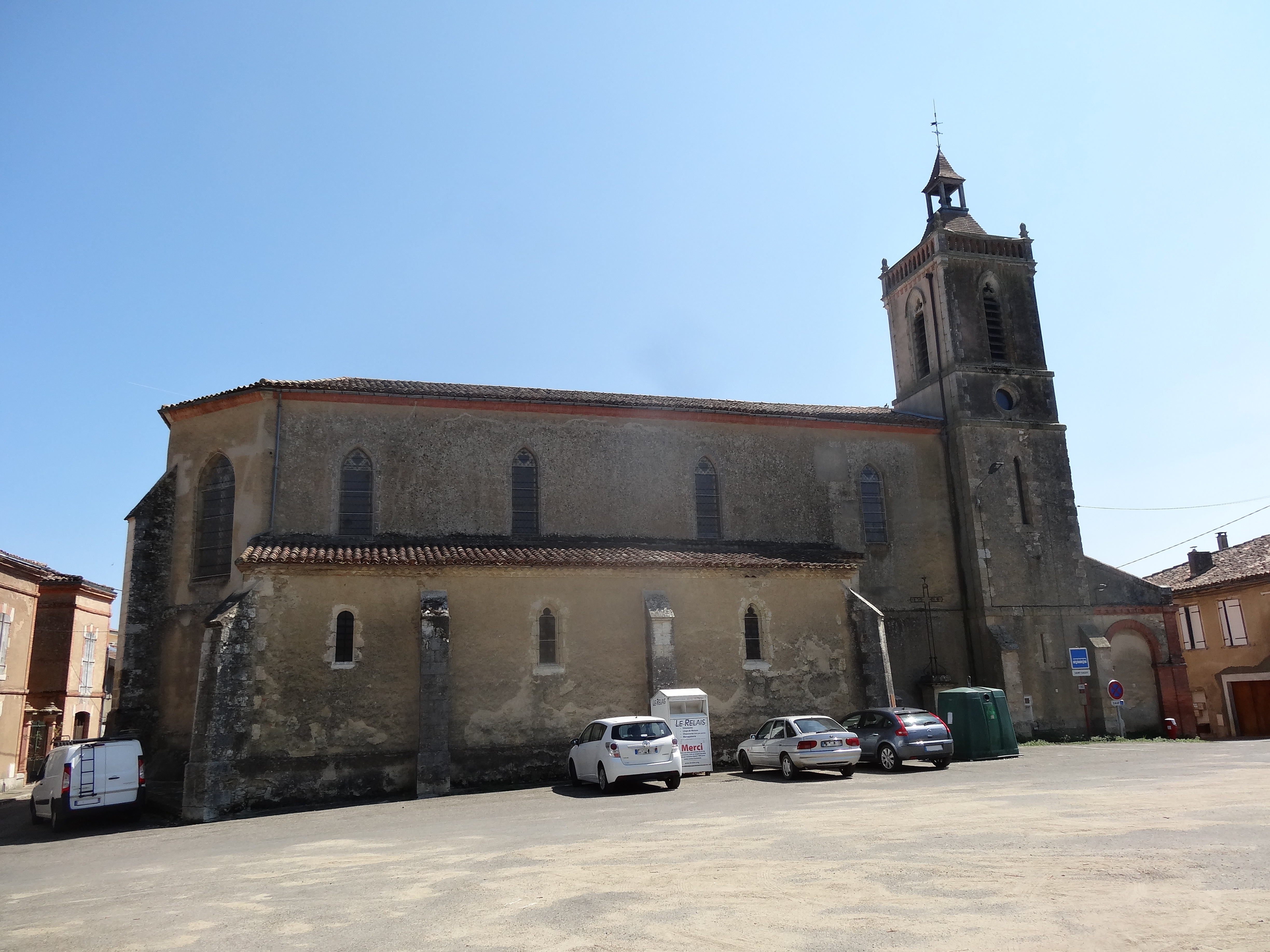
Autre vue de l'église.

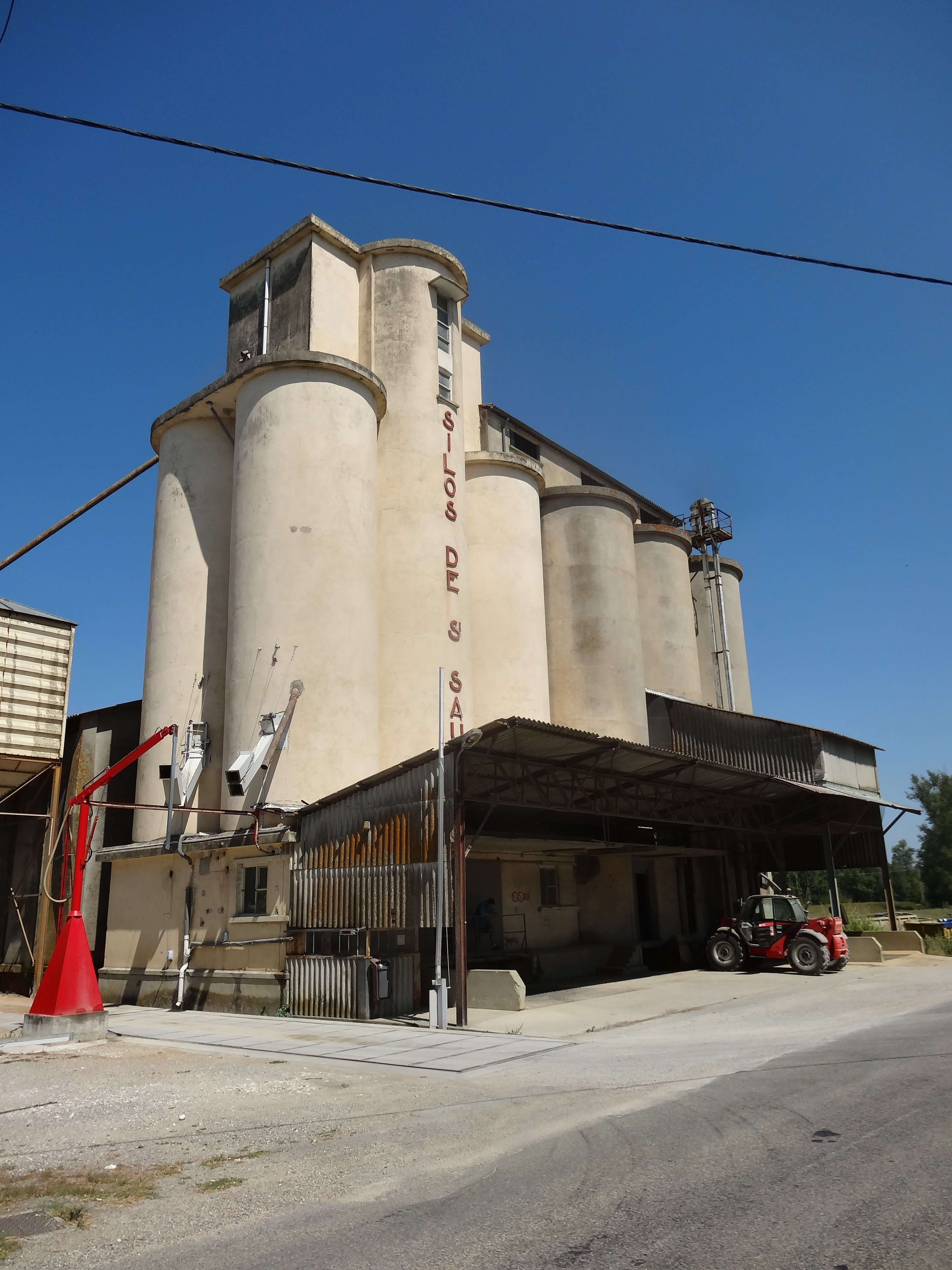
Les silos de Saint-Sauvy.

Des anciennes murailles défensives qui entouraient autrefois le village, il ne reste plus que des ruines réutilisées pour des murs de la rue nord et une base de tour.
- L'église Saint-Salvy date du XIVe siècle, elle était jadis accolée à la muraille.
- L'église de Lucvielle.
- À la sortie du village à 150 m sur la gauche, on aperçoit la chapelle Saint-Roch restaurée par son propriétaire.
- En face de ce bâtiment se dresse le château de Saint-Sauvy, construit au XIXe siècle par la famille Daguzan.
- Sur la place de mairie, il reste encore une partie des allées couvertes, jadis celles-ci faisaient le tour et abritaient les marchands les jours de foires.
- En descendant par la route de Gimont, devant un atelier de miellerie passe un petit chemin qui mène au lieu-dit le Touron ;
- une source intarissable alimente un bassin circulaire où les lavandières venaient battre et rincer le linge.

Sur l'ancienne route de Mauvezin, à droite, un étroit chemin conduit jusqu'au cimetière, entouré d'un mur surmonté d'un fanal percé d'une lucarne autrefois éclairée au mois de novembre. Au sous-sol se trouve une chapelle voutée avec deux anciens sarcophages en marbre :  l'un servait autrefois d'autel. Sur le mur subsistent des fresques très endommagées et au sol la tombe d'un ancien prêtre du village, datant de 1890.

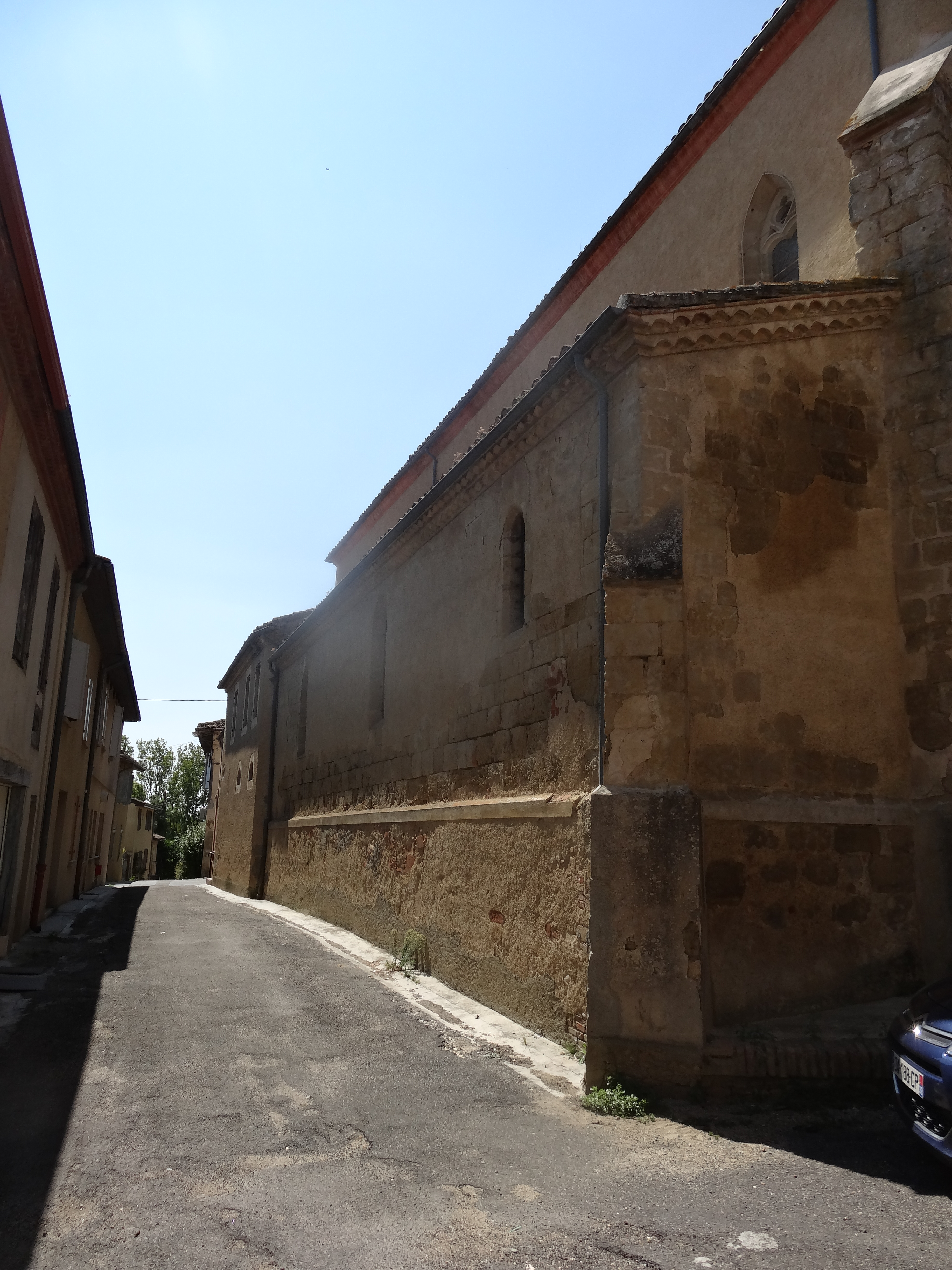
Façade est de l'église.
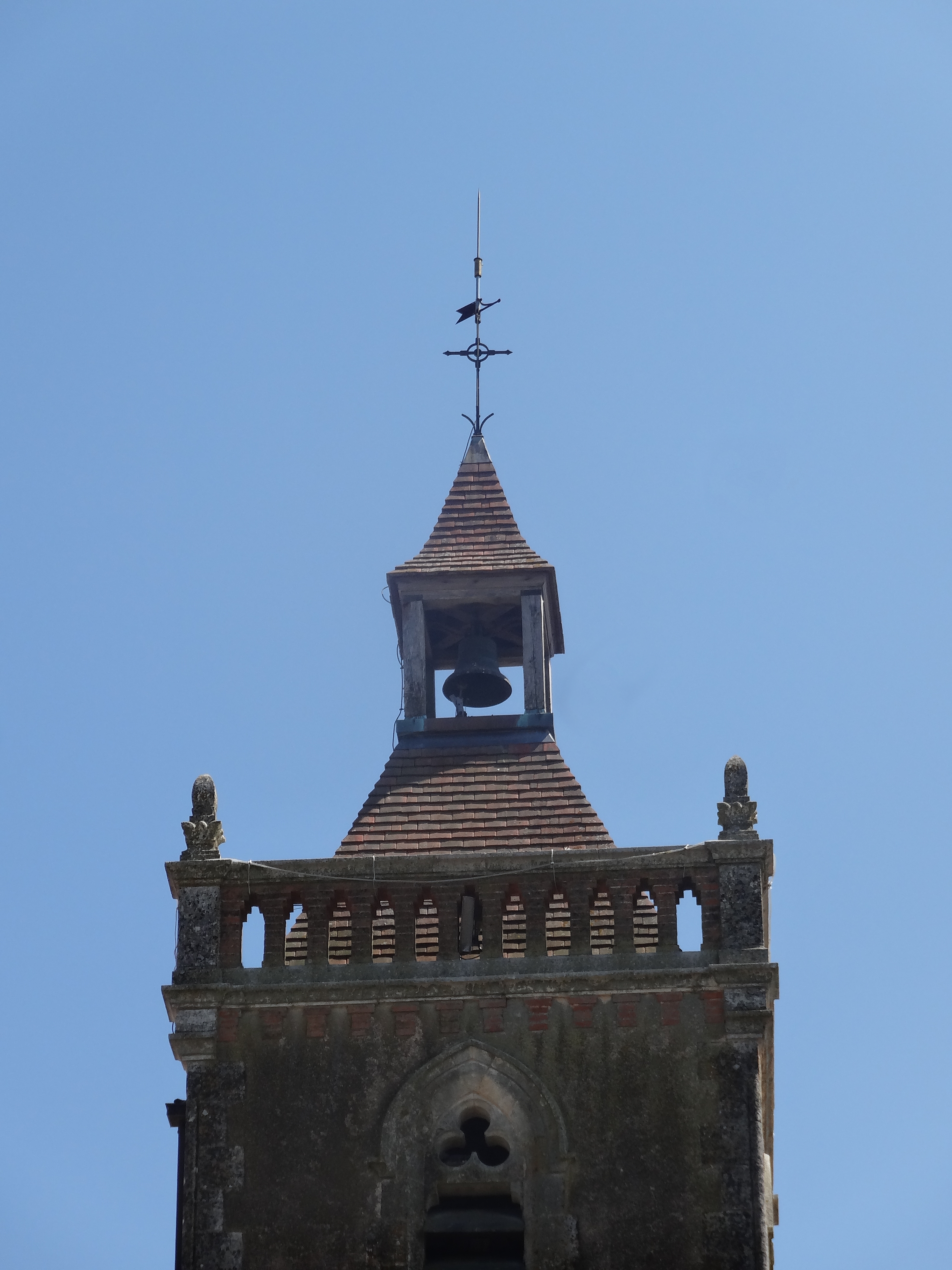
Le haut du clocher.
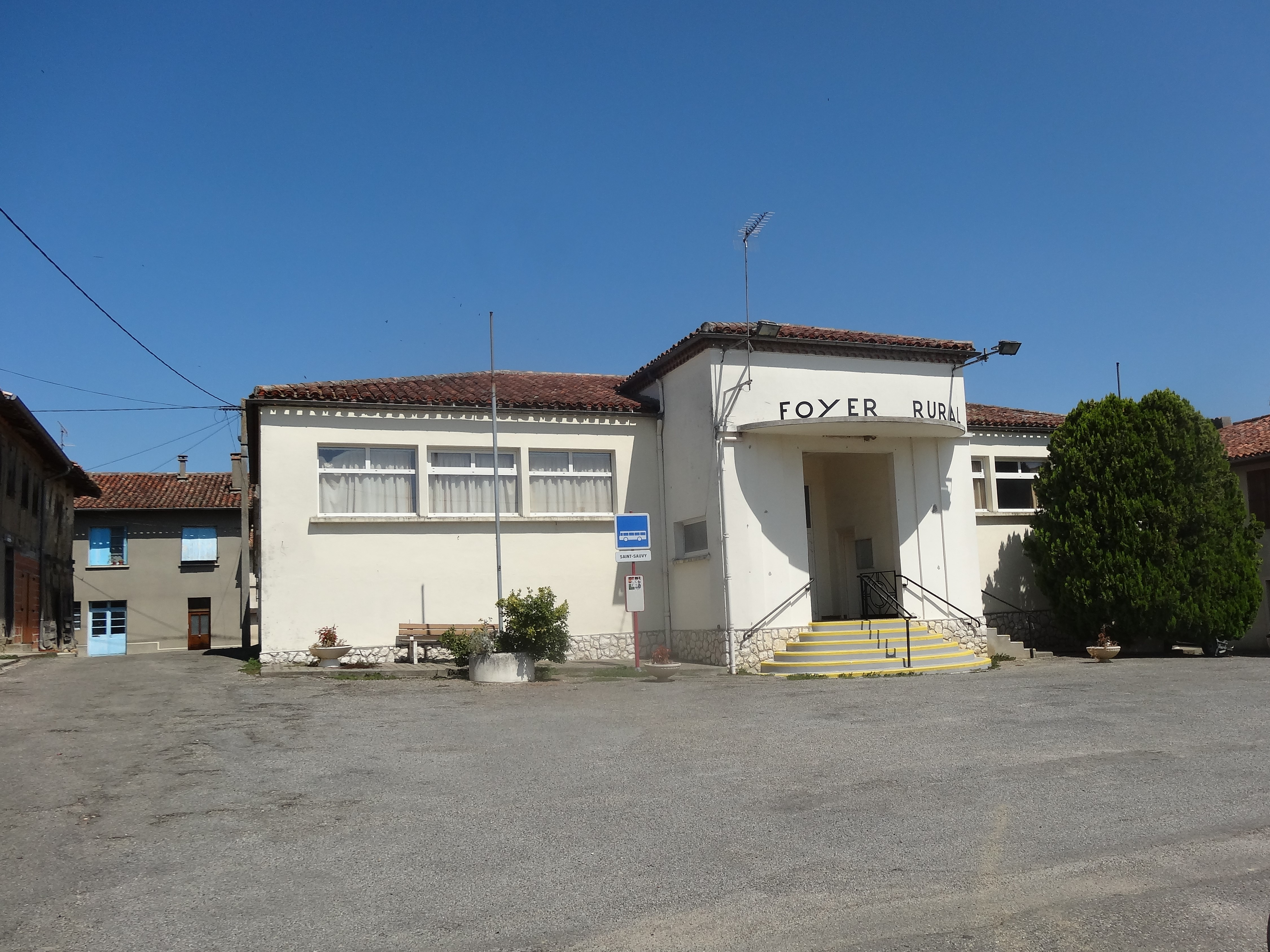
Le foyer rural.
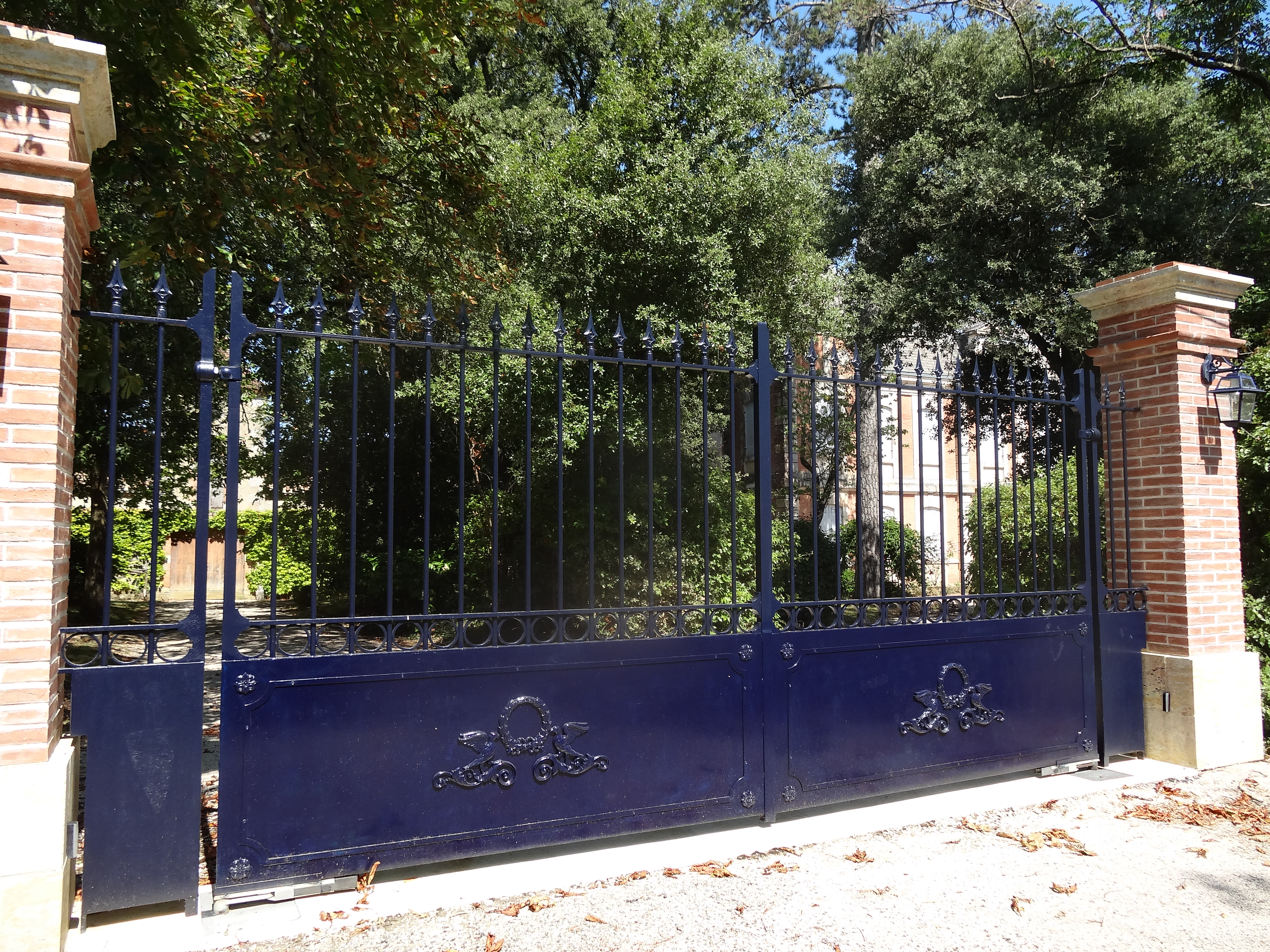
Aperçu du château.
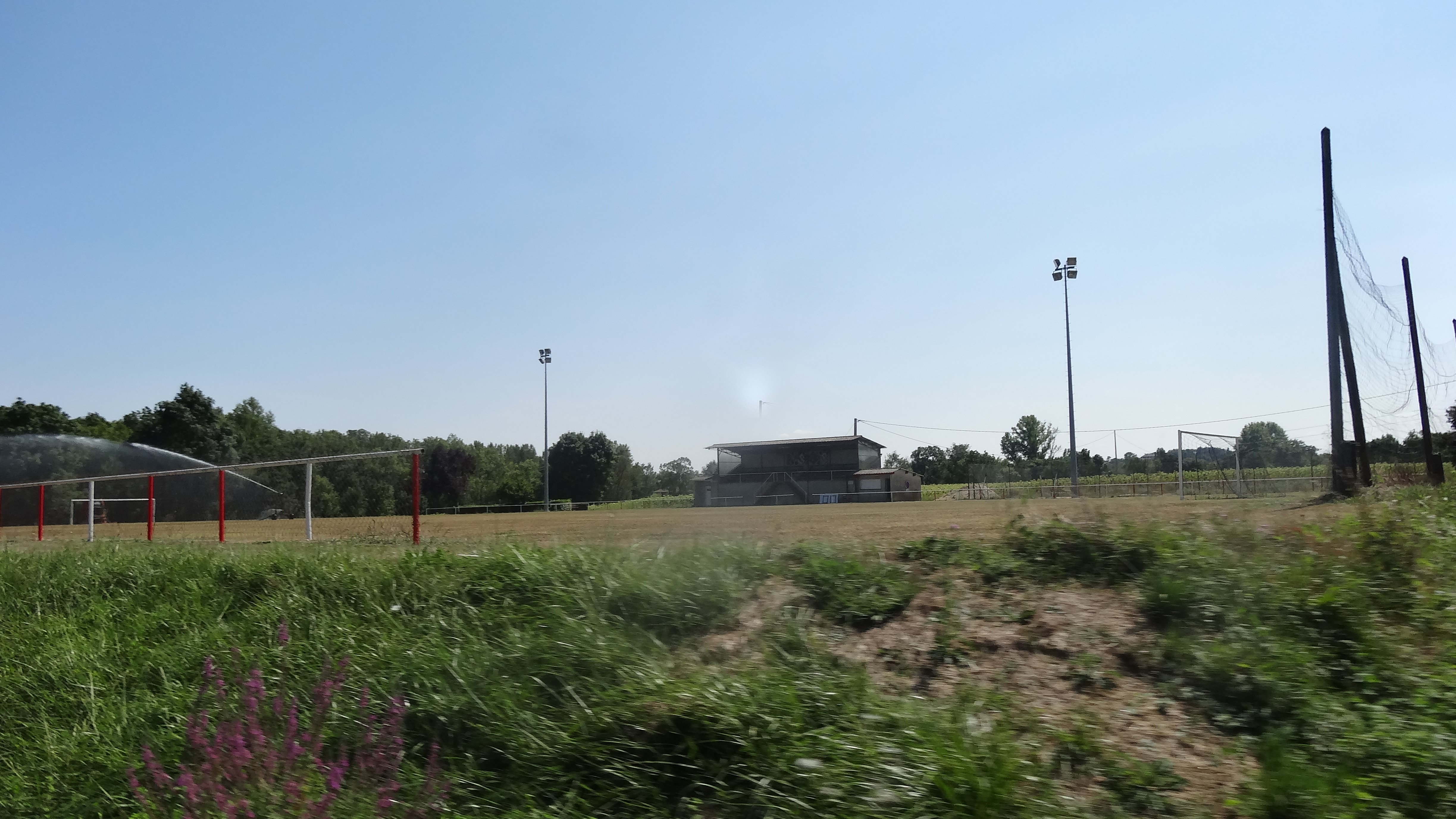
Le stade.
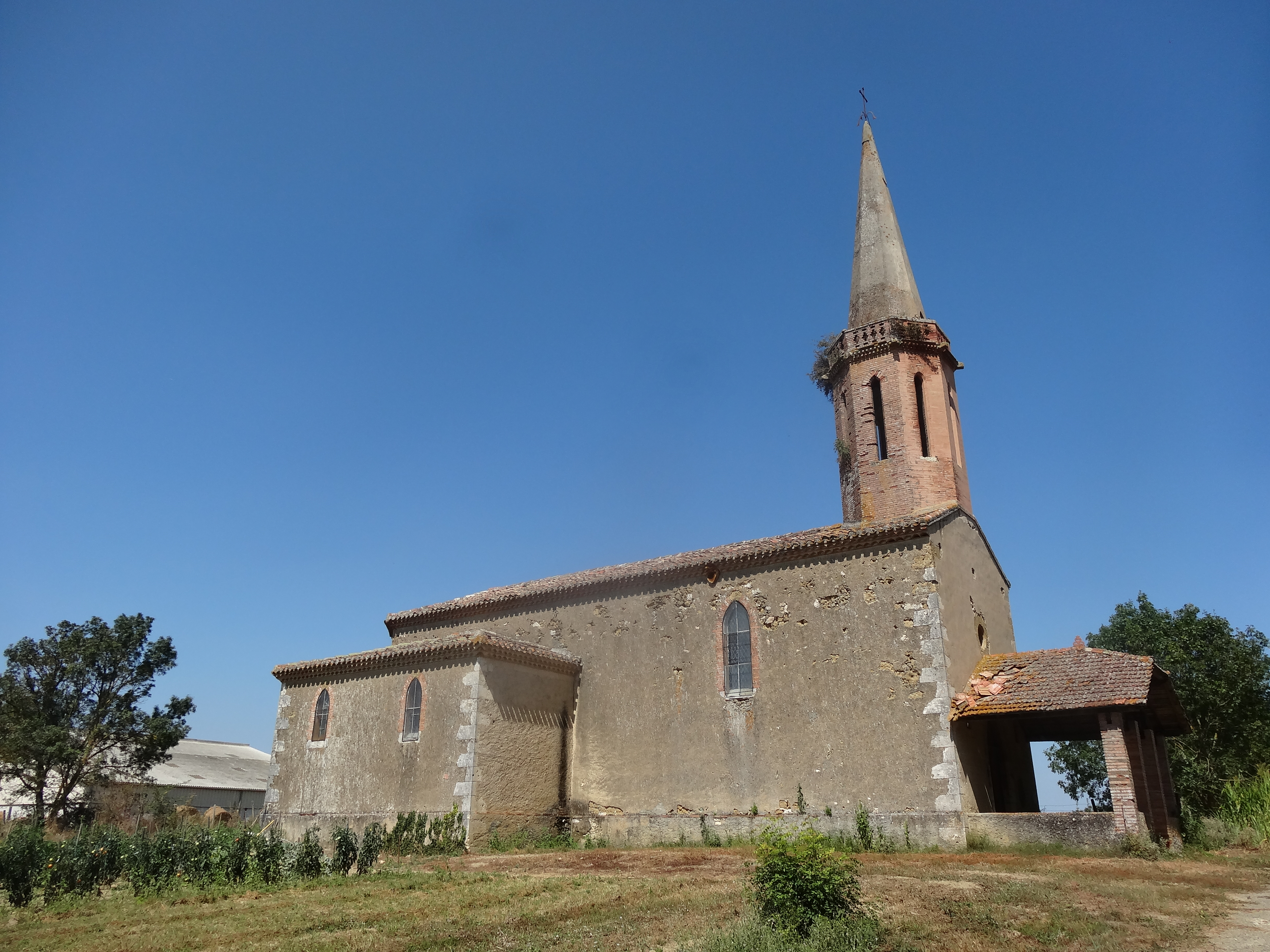
L'église de Lucvielle.